# Zdeněk Svoboda
Zdeněk Svoboda (* 20. Mai 1972 in Brünn) ist ein ehemaliger tschechischer Fußballspieler und heutiger Fußballtrainer.

## Verein
Zdeněk Svoboda begann mit dem Fußballspielen bei Sokol Soběsice, schon nach zwei Jahren wechselte er zu Zbrojovka Brünn. Für die Brünner debütierte der Mittelfeldspieler in der Saison 1989/90 in der 1. Tschechoslowakischen Liga. Von 1991 bis 1992 absolvierte Svoboda seinen Wehrdienst bei Dukla Prag und kehrte anschließend nach Brünn zurück.
Schon nach einem halben Jahr wechselte er zu Sparta Prag, wo er den Großteil seiner Karriere verbrachte. Für Sparta bestritt Svoboda 174 Erstligaspiele, in denen er 25 Tore schoss, zudem gewann er mit Sparta sieben Mal die tschechische Meisterschaft.
Im Oktober 2001 wechselte Svoboda zum belgischen Erstligisten KVC Westerlo, für den er aber wegen anhaltender Verletzungsprobleme nur 22 Spiele in dreieinhalb Jahren bestritt. Im Sommer 2005 ging Svoboda in die Oberliga Nord zum BV Cloppenburg, nach einem Jahr zog er weiter zu den Sliema Wanderers auf Malta. 2007 wechselte er zum tschechischen Amateurclub SK Marila Votice und beendete dort 2009 seine aktive Karriere.

## Nationalmannschaft
In den Jahren 1996 und 1997 absolvierte Svoboda neun Spiele für die Tschechische Fußballnationalmannschaft.

## Erfolge
- Tschechoslowakischer Meister: 1993
- Tschechischer Meister: 1994, 1995, 1997, 1998, 1999, 2000, 2001
- Tschechischer Pokalsieger: 1996

## Trainer
Svoboda trainierte von 2008 bis 2012 die B-Mannschaft von Sparta Prag in der 2. Liga, ehe er anschließend fünf Jahre lang Co-Trainer der ersten Mannschaft wurde. Parallel arbeitete er ab 2012 auch als Co-Trainer der Tschechischen A-Nationalmannschaft. Anfang 2019 beendete er dieses Arrangement und bekleidete selbige Position beim polnischen Verein Śląsk Wrocław unter Landsmann Vítězslav Lavička.